# 鳥取機場
鳥取機場（日语：／ Tottori kūkō */?）位於鳥取縣鳥取市。根據日本空港整備法被分成第三種機場。鸟取市於2014年11月决定机场的暱稱为“鸟取沙丘柯南机场”（鳥取砂丘コナン空港），来源于著名漫画《名侦探柯南》主人公江戶川柯南，其作者青山刚昌为鸟取县人。

## 概要
鳥取機場位於鳥取市內西北約7公里面向（乘公共汽車約20分鐘）日本海的沙丘地區。主要負責鳥取縣東部的空運。每年客運人數在近幾年的33萬人前後推移著。跑道方向是10/28，長2000公尺。沒有與跑道並行滑行道，所以跑道兩端設有轉彎墊設置。著陸帶的幅度是300公尺。
跑道的南側有2棟航站樓。1個是國內線用的航站樓，通常都會使用。另1個被稱呼為「鳥取機場國際會館」的建築物，是兼國際線航站樓的功能和作為國際交流的功能建築物。國內線航站樓、國際線航站樓和鳥取機場國際會館各自有1座空橋。鄰接航站樓旁設置3個中型噴氣式飛機機坪。

## 歷史
- 1957年：鳥取飛行場啟用。跑道長960公尺，寬30公尺。位於現機場位置的南面約500公尺。
- 1964年：鳥取飛行場停用。
- 1967年：鳥取機場啟用，跑道長1200公尺，寬30公尺。開辦航線往東京（米子往東京班次經鳥取）。
- 1969年：取消往東京航線。新增往大阪航線。
- 1972年：跑道延長和壙闊（1500公尺×45公尺）。
- 1979年：開辦航線往東京。
- 1985年：跑道延長（1800公尺）。
- 1990年：跑道延長（2000公尺），啟用ILS。
- 1995年：成為動物檢疫，植物防疫的指定機場。取消往大阪航線。
- 1996年：鳥取機場國際會館開幕
- 2006年：營運時間延長：07:00~21:30
- 2015年3月1日：正式取暱稱為鳥取沙丘柯南機場

## 航空管制
| 種類 | 電波頻率  | 運用時間(JST) |
| ---- | --------- | ------------- |
| RDO  | 118.15MHz | 7:30-21:30    |

- RDO是由國土交通省大阪航空局鳥取機場辦事處航空管制航行信息官擔當

## 航空保安無線施設
| 局名 | 識別信號 | 頻率     | 頻率    |
| 局名 | 識別信號 | VOR      | DME     |
| 鳥取 | TRE      | 110.2MHz | 1000MHz |

- 保安是由國土交通省大阪航空局鳥取機場辦事處航空管制技術官擔當

## 航空公司與航點
| 航空公司         | 目的地    |
| ---------------- | --------- |
| 全日本空輸（NH） | 東京/羽田 |

## 駐機部隊

### 鳥取縣警察
- Bell 206L-3（航空器註冊編號：JA6099）

### 鳥取縣消防防災航空隊
- Bell 412（航空器註冊編號：JA31TT）

## 如何前往

### 公共汽車
- Hinomaru Bus Limited
  - 鳥取站往鳥取機場
  - 三朝溫泉、倉吉站往鳥取機場

### 鐵路
- 西日本旅客鐵道（JR西日本）山陰本線
  - 鳥取大學前站（步行約25-30分鐘）

## 機場內設施

### 國內線航站樓

#### 第一層
- 詢問處
- 航空公司辦事處
- 到達處
- 行李領取處
- 鳥取警署鳥取機場警備派出所
- 商店
- 航站樓事務所
- 出租車處
- 公共汽車·出租車終點站

#### 第二層
- 出發處
- 攜帶品檢驗場
- 咖啡站
- 商店
- 鳥取縣鳥取機場管理辦公室

#### 第三層
- 迎送甲板

### 國際會館

#### 第一層
- 到達處
- 行李領取處
- 中心廣場
- 鳥取縣國際交流中心

#### 第二層
- 出發處
- 入境審查場
- 出境審查場

#### 第三層
- 迎送甲板

## 外部連結
- 官方網站 （页面存档备份，存于）（日語）